# Пирамиделлиды
Пирамиделлиды, или пирамидки (лат. Pyramidellidae) — семейство брюхоногих моллюсков из надсемейства Pyramidelloidea подкласса Heterobranchia. Широко распространены по всему Мировому океану, от его северных до южных морей.

## Описание
Преимущественно мелкие моллюски с длиной раковины до 5 мм. Раковина крепкая, коническая, спирально закрученная, яйцевидная или башневидная или цилиндрическая или игловидная. Устье раковины снизу закруглённое либо с нечётким желобком. Мантийная полость моллюска обращена вперёд и открывается у головы. Нога короткая, приспособленная для ползания, характеризуется утолщённым передним концом. Оперкулум слегка окрашенный. На голове располагаются пара щупалец и пара глаз. Глаза располагаются под кожей головы и находятся близко друг к другу. Отличительной чертой представителей семейства является отсутствие радулы, однако они имеют стилет для прокалывания тегумента видов-хозяина, своеобразно устроенным присоскообразным длинным хоботком и особо устроенной глоткой. Данный комплекс органов приспособлен для всасыванию жидкой пищи. Гермафродиты, обладают втяжным компилятивным аппаратом.

## Биология
Эктопаразиты беспозвоночных, в первую очередь моллюсков (брюхоногих, двустворчатых, хитонов) и полихет, кровью и тканями которых они питаются. Встречаются также на оболочниках, сипункулидах и некоторых других беспозвоночных. При паразитировании на моллюсках, поселяются у края мантии на их раковине, но у мии и сердцевидок прикрепляются непосредственно к верхушке сифона.

## Систематика

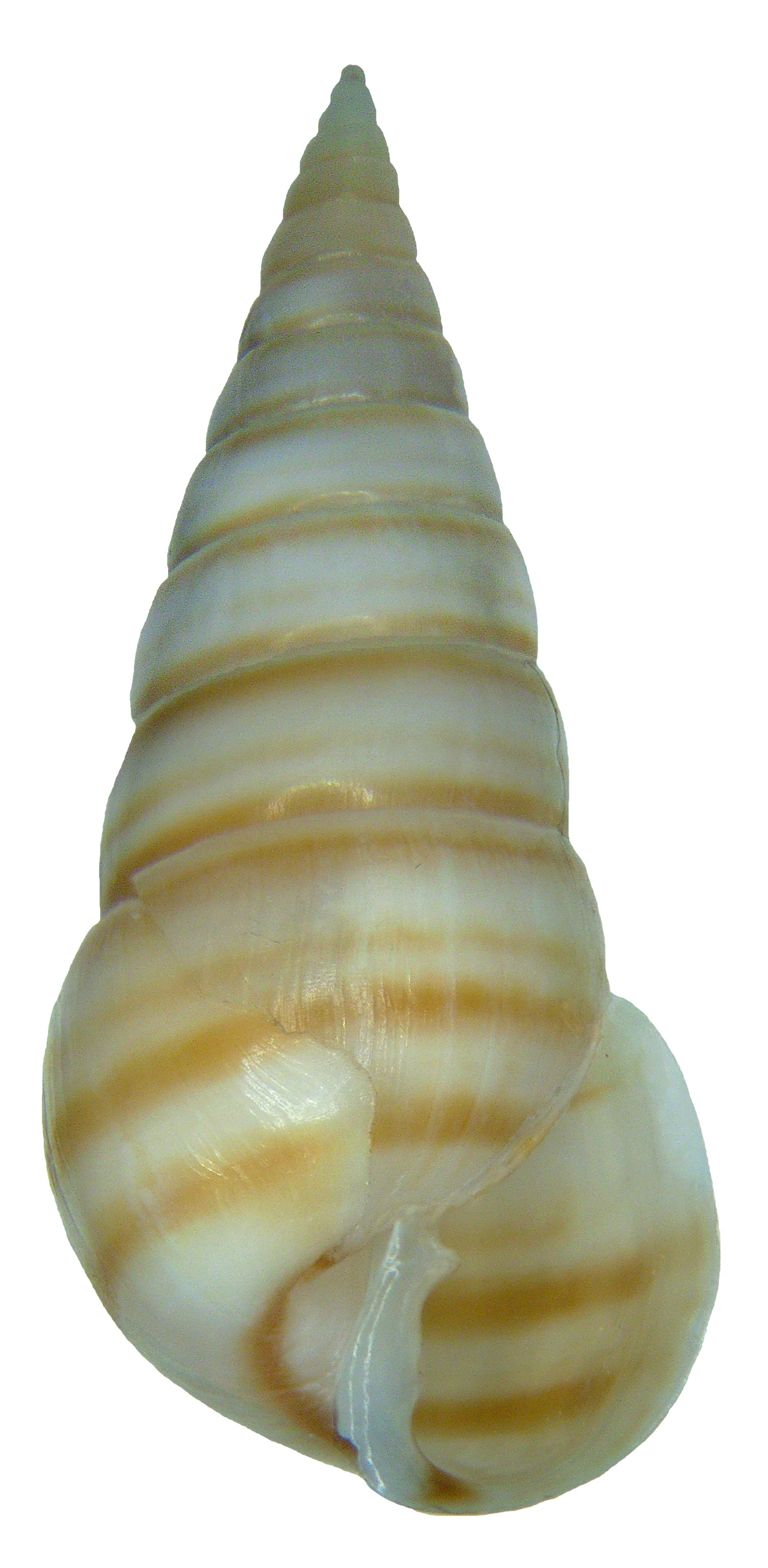
Pyramidella dolobrata

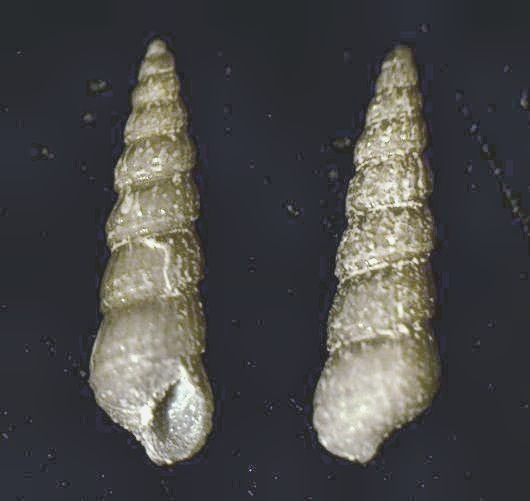
Chrysallida fenestrata

Одно из самых крупных семейств морских брюхоногих по количеству видов (400 родов с 3000—5000 видов).
Систематика семейства всё ещё далека от завершённости, отдельные виды имеют по 5-7 и более синонимов.

### Классификация 1999 года
Систематика Schander, Van Aartsen & Corgan (1999):
- Superfamily Pyramidelloidea Gray, 1840
  - Family Amathinidae Ponder, 1987
  - Family Ebalidae Warén, 1994 — synonym: Anisocyclidae van Aartsen, 1995
  - Family Odostomiidae Pelseneer, 1928
    - Subfamily Odostomiinae Pelseneer, 1928
    - Subfamily Chrysallidinae Saurin, 1958
    - Subfamily Odostomellinae Saurin, 1958
    - Subfamily Cyclostremellinae Moore, 1966

  - Family Pyramidellidae J. E. Gray, 1840
    - Subfamily Pyramidellinae J. E. Gray, 1840
    - Subfamily Sayellinae Wise, 1996

  - Family Syrnolidae Saurin, 1958
    - Subfamily Syrnolinae Saurin, 1958
    - Subfamily Tiberiinae Saurin, 1958

  - Family Turbonillidae Bronn, 1849
    - Subfamily Turbonillinae Bronn, 1849
    - Subfamily Eulimellinae Saurin, 1958
    - Subfamily Cingulininae Saurin, 1959

### Классификация 2005 года
Систематика по Bouchet & Rocroi (2005):
- Subfamily Pyramidellinae Gray, 1840
  - Tribe Pyramidellini Gray, 1840 — синоним: Obeliscidae A. Adams, 1863 (inv.); Plotiidae Focart, 1951 (inv.)
  - Tribe Sayellini Wise, 1996 — формально подсемейство Sayellinae
- Subfamily Odostomiinae Pelseneer, 1928
  - Tribe Odostomiini Pelseneer, 1928 — синоним: Ptychostomonidae Locard, 1886; Liostomiini Schander, Halanych, Dahlgren & Sundberg, 2003 (n.a.)
  - Tribe Chrysallidini Saurin, 1958 — формально подсемейство Chrysallidinae, synonyms: Menesthinae Saurin, 1958; Pyrgulininae Saurin, 1959
  - Tribe Cyclostremellini D. R. Moore, 1966 — формально подсемейство Cyclostremellinae
  - Tribe Odostomellini Saurin, 1959 — формально подсемейство Odostomellinae
- Subfamily Syrnolinae Saurin, 1958 — формально подсемейство Syrnolinae
  - Tribe Syrnolini Saurin, 1958
  - Tribe Tiberiini Saurin, 1958 — формально подсемейство Tiberiinae
- Subfamily Turbonillinae Bronn, 1849
  - Tribe Turbonillini Bronn, 1849 — синоним: Chemnitziinae Stoliczka, 1868
  - Tribe Cingulinini Saurin, 1958 — формально подсемейство Cingulininae
  - Tribe Eulimellini Saurin, 1958 — формально подсемейство Eulimellinae
- Pyramidellidae incertae sedis
  - Pyramidellidae incertae sedis insularis Oliver, 1915
  - Pyrabinella Faber, 2013

В 2010 году семейство Pyramidellidae было признано монофилетическим.
В 2017 году был признан род Helodiamea Peñas & Rolán, 2017 глубоководных Pyramidelloidea из Центральной и Южной части Тихого океана.